# من عدن
«من عَدن» (بالإنجليزية: From Eden، فروم إيدن) أغنية كتبها وغناها الفنان الإيرلاندي هوزير. صدرت كثاني أغنية منفردة من ألبومه الأول هوزير (2014). «من عدن» بلغت المركز الثاني في لائحة الأغاني الأيرلندية وكذلك في بلجيكا. الألبوم القصير من عدن صَدرَّ رقميًا في 9 مارس 2014.

## الأغنية المصورة
الأغنية المصورة لـ«من عدن» رافقت إصدار الأغنية للمرة الأولى على اليوتيزب في 18 نوفمبر 2014 بمدة إجمالية من خمسة دقائق وثلاثة ثوانٍ. الممثلة كاتي ماكغراث ظهرت في الفيديو، حيث أدت دور زوجة أحد الرجال الخارجين عن القانون الذي يقوم برعاية طفل مُتخلى عنه، قام الممثل الصاعد تيت باشمور بأداء دوره. ينتهي الفيديو بمشهد إلقاء الشرطة على ذلك الزوج.

## قائمة الأغاني
| 1. | "من عدن"               | 3:42 |
| 2. | "أغنية العمل"          | 3:49 |
| 3. | "حريق لولوباي المتعمد" | 4:25 |
| 4. | "لأكون وحيدًا" (حفل حي) | 5:11 |

## تاريخ الإصدار
| المنطقة          | التاريخ       | الشكل                   | العلامة                    |
| ---------------- | ------------- | ----------------------- | -------------------------- |
| أيرلندا          | 9 مارس 2014   | تحميل رقمي (ألبوم قصير) | مجموعة يونيفرسال الموسيقية |
| الولايات المتحدة | 1 أبريل 2014  | تحميل رقمي (ألبوم قصير) | تسجيلات كولومبيا           |
| الولايات المتحدة | 6 أكتوبر 2014 | راديو                   | تسجيلات كولومبيا           |